# Agave lechuguilla
Az Ageave lechugilla (magyarul am. kis saláta) egy agávé faj, amely a természetben csak a mexikói Chihuahua-sivatagban található. Általában meszes talajon nő. A virágai tápanyagforrást jelentenek a rovarok, denevérek, és egyes madarak számára.

## Jellemzői
Akár a 30 évig is élhet. Levelei hosszúak, kemények, merevek. A levelek vége szúrós. A növény szárában ásványi sóban gazdag folyadék van, melyet italként értékesítenek.
A gyökere egyes állatok számára mérgező, de régebben szappant is gyártottak belőle. A növény a föld alatt szaporodik, nagy kolóniákat hozva létre.
Bármikor virágozhat, a 3-22 év között. A virága akár 3,5 m-es is lehet. A virág tetején gyönyörű piros, sárga és akár lila csokrok is lehetnek. A növény a virágzás után elpusztul.